# Tamalo
Tamalo (o Ramallah) è un gioco di carte conosciuto in Europa. Per giocare è necessario un mazzo da 52 carte e un numero di giocatori tra 2 e 6.

## Le regole
L'obiettivo del gioco è fare meno punti possibili. 
I punti vengono sommati ogni mano e nel momento in cui un giocatore raggiunge una quota ≥ 100 la partita si conclude. Il giocatore con meno punti si aggiudica la vittoria. I valori delle carte sono riportati nella tabella seguente.
| Carta    | Valore |
| -------- | ------ |
| Asso     | 1      |
| Due      | 2      |
| Tre      | 3      |
| Quattro  | 4      |
| Cinque   | 5      |
| Sei      | 6      |
| Sette    | 7      |
| Otto     | 8      |
| Nove     | 9      |
| Dieci    | 10     |
| Jack     | 11     |
| Donna    | 12     |
| Re Nero  | 13     |
| Re Rosso | 0      |

Tutti partono con 4 carte in mano disposte in fronte a sé verticalmente 2 vicine e 2 più lontane. È possibile guardare e riguardare le carte più vicine solamente prima dell'inizio della partita. Se un giocatore è pronto al gioco grida "OOOOOK". Dopo che tutti hanno proferito la formula, il mazziere può girare la prima carta del mazzo in modo tale che tutti la vedano chiaramente. 
Ogni qualvolta una nuova carta viene scartata, chiunque può scartare una carta che riporta il medesimo numero, anche se non è il proprio turno. Se più giocatori buttano una carta, solo il primo avrà effettivo diritto di scarto.
Durante il proprio turno, 2 sono le opzioni di gioco. In primis, si può pescare una carta nuova da uno dei 2 mazzi e decidere se scambiarla con una delle proprie carte. In alternativa, la carta pescata dal mazzo può essere ributtata immediatamente e, se la carta è in possesso di un potere, sarà eventualmente possibile utilizzare il potere stesso (vedi tabella dei poteri). Nel caso in cui questo tipo di giocata venga effettuata a partire da una carta già scartata, è ben accetto non pescare nemmeno la carta ma dire solamente "Uso il potere". Dunque, è come se la carta fosse stata pescata e successivamente ributtata; per maggiori info vedi la sezione successiva. Se il potere di una carta è già stato sfruttato, nessun altro ne potrà far uso.
Considerato quanto detto sopra, è chiaro che se una carta con potere è collocata in cima al mazzo degli scartati il suo potere può essere sfruttato da chi è in turno. Dunque è importante sottolineare che quando si scartano due carte uguali (una pescata ed una in mano) si presentano 2 scenari ben definiti. Mettiamo caso che si è pescato un 7 mentre il secondo è già presente in mano. Se quando si scarta il primo si pronuncia Uso il potere prima che il secondo venga scartato, il potere sfruttato è quello della prima carta giocata; il potere del secondo 7 è pronto ad essere usato. Se invece è chiaro che la formula viene pronunciata dopo che il secondo 7 è stato appoggiato, allora il potere sfruttato è quello della seconda carta; il giocatore successivo quindi non può usarlo.
I poteri delle carte sono elencati nella prossima tabella. Solo le carte superiori a 7 punti possiedono un potere.
| Carta        | Potere                                                               |
| ------------ | -------------------------------------------------------------------- |
| Sette - Otto | Guardare una qualsiasi delle proprie carte                           |
| Nove - Dieci | Guardare una qualsiasi delle carte altrui                            |
| Jack - Donna | Scambiare 2 carte qualsiasi senza guardarle                          |
| Re Nero      | Guardare una carta altrui e decidere se scambiarla con chiunque o no |

Alla fine del proprio turno, ogni giocatore può dire "Tamalo". Dopo questo annuncio si effettua l'ultimo giro e si contano poi i punti della mano corrente. Le carte di chi ha chiamato Tamalo non possono essere soggette a poteri altrui ma possono essere scartate. Sommati i valori, chi ha meno di 5 punti ne percepisce in realtà 0. Se colui che ha chiamato Tamalo non ha il punteggio più basso di tutti percepisce 15 punti. Se inoltre colui che ha chiamato Tamalo ha più di 5 punti, percepisce 15 punti + quelli che ha in mano, in ogni caso. 
Si è portati a pescare una carta coperta aggiuntiva nei seguenti casi:
- Se viene scartata una carta errata
- Se si riguarda una propria carta senza sfruttare un potere
- Se viene pescata e guardata una carta quando non è il proprio turno
- Se facendo una finta il giocatore tocca con la propria carta il mazzo delle carte scartate

Se per caso un giocatore sprovveduto, per caso o per incompetenza, mostra una sua carta ad altri giocatori, ne subiscele conseguenze.
Nel momento in cui tutti i giocatori vogliono aggiungere uno o più joker nel mazzo la partita non sarà di certo compromessa. Questo può essere fatto per una o più mani della stessa partita. Quando anche un solo giocatore non è più d'accordo i joker andranno rimossi.
Per maggiori informazioni sulla modalità Jokes consultare il Capitolo Jokes.

### Accorgimenti
Sono qui riportati alcuni importanti accorgimenti che dovrebbero aiutare a placare gli animi dei partecipanti in caso di bische spinte. Questa necessaria carrellata mostra come impadronirsi delle dinamiche di gioco.
La sezione è inoltre dedicata all'ampliamento del regolamento in caso di nuove aggiunte che il Comitato reputerà indispensabili per mantenere il gioco fluido e sereno.
Le carte vanno distribuite con cura. Il primo giro vengono consegnate 2 carte in senso orario a partire dalla sinistra del mazziere. Il secondo giro è totalmente libero. ↵Il mazziere deve lasciare libertà al giocatore alla sua destra di poter spezzare il mazzo. Se ciò non avviene, quel giocatore potrebbe chiedere di rimischiare totalmente.
È fondamentale rispettare la Verginità delle carte. Una carta si definisce vergine fino a che sopra di essa non viene scartato nulla. Per esempio, nel momento in cui un 2 viene scartato sopra ad un altro 2 e questo secondo viene poi ripescato dal successivo giocatore, un terzo giocatore non può scartare un ennesimo 2 sopra al primo. Questo appunto perché la prima carta buttata aveva ormai perso la sua verginità. 
Questo concetto verrà ripreso più avanti quando si palerà di mosse proibite.
Sempre per non creare svantaggi, nel momento in cui una carta pescata viene scambiata con una di proprietà, prima di poter scartare la carta di proprietà, quella pescata deve essere appoggiata sul tavolo. Nel momento in cui questa è appoggiata chiunque può partire all'attacco.
Non è consentito iniziare a giocare se il giocatore non ha concluso palesemente il proprio turno.
È ammesso fare finte di scarto. L'unica accortezza richiesta nel fingere è quella di non toccare il mazzo delle carte scartate, evitando così di interferire con il gioco.
È ammesso strappare le carte. Il giocatore che spezza una carta sarà semplicemente squalificato dalla partita.
Non è possibile cambiare la posizione delle proprie carte, soprattutto dopo aver pescato e/o scambiato con un avversario.
Se un giocatore entra a partita iniziata parte con i punti dell'ultimo in classifica in quel medesimo esatto istante.
Non è concesso cambiare posto al tavolo una volta che la partita è iniziata a meno che tutti siano d'accordo.

## Tamalo Upper Level

### Mosse degne di un nome
Coppiona

Pescata una nuova carta e scambiata con una coperta e sconosciuta, la carta sconosciuta è uguale alla carta pescata e dunque avviene un rapido auto-scarto.
Two Towers - Twin Towers

L'avvento di 2 coppione, una in fila all'altra.. uuuh !
O' Babbà

Un Re rosso viene scartato senza sapere che quello fosse un effettivo dono del Dio delle Carte. Il regalo al giocatore successivo è popolarmente chiamato O' Babbà.
O' Babbà servito

Un Re rosso viene scartato da un giocatore che è consapevole di averlo in mano.
Open Lock

Un Re rosso è scartato sopra ad un Re nero.
Double Open Lock

Un Re rosso è scartato sopra ad un Re rosso.
Closed Lock

Un Re nero è scartato sopra ad un Re rosso.
Pozioni

Sfruttando il potere di un Jack o di una Donna, 2 carte degli avversari vengono scambiate. La mossa crea normalmente molto scompiglio ed agitazione.
Ricetta

Sfruttando il potere di un Re nero, 2 carte degli avversari vengono scambiate. La mossa crea normalmente molto scompiglio ed agitazione.
Il Ratto delle Sabine

Una carta viene scartata. Il giocatore in turno ripesca repentinamente la carta dal mazzo dei morti essendo consapevole che un terzo si sta affannando per scartare la medesima carta. Il terzo non può più scartare la sua carta... 
È richiesto il massimo rispetto per entrambi i mazzi. Se messi in disordine la mossa sarà giudicata non valida.
La Volpe - The Fox

Scambiando 2 carte il giocatore prende dall'avversario la medesima carta che gli sta dando (le conosce grazie ad altre giocate). L'avversario, ignaro, scarta la carta ricevuta cosicché il giocatore iniziale riesca a liberarsi di quella acquisita.
PD

Un giocatore pesca una carta dal mazzo dei morti con l'intenzione di scambiarla con una uguale tra le proprie per poi riscartarla. Un terzo lo anticipa ed infila una carta, stesso numero, tra le 2 dell'avversario.

### Mosse proibite
La Sveltina

Una prima carta viene scartata. Una seconda carta, stesso numero, viene scartata sopra alla prima. Il giocatore in turno la ripesca. Un terzo giocatore butta una terza carta con lo stesso numero sulla prima.
La mossa è proibita perché la prima carta in esame aveva ormai perso la sua verginità, ovvero una seconda carta era già stata scartata su di essa. La mossa era in principio accettata, poi resa illegale a causa della forte natura squilibrante ed antisportiva.

## Modalità speciali
L'idea è di poter fare una partita in ogni occasione che la vita offre: in gruppo, in coppia o anche da soli.

### Gioco a 6 Carte
Quando i giocatori sono solo due è consigliato provare la modalità a 6 carte. Le regole sono esattamente le stesse del gioco a 4 carte. La novità è che si possono inizialmente guardare 3 carte rispetto alle 6 possedute. Si dispongono dunque 3 carte vicino a sé e 3 più lontano. 
Il gioco si farà immediatamente più veloce ed accattivante.

### Jokes
È la versione più pazza di Tamalo. Si ottiene aggiungendo uno o più Joker nel mazzo ed è presto fatto.
I Jokes valgono 15 punti ed una volta entrati in gioco non possono essere eliminati facilmente. Infatti se qualcuno scarta un Joke, questo deve essere pescato dal giocatore successivo. L'unico modo per liberarsi di un Joke è quello di scartarlo sopra ad un altro Joke, a quel punto il Joke sotto sarà morto e defunto nel mazzo di scarto. Ovviamente questo può succedere solamente se si gioca con 2 Jokes. Quando si pesca un Joke non si può scartarlo subito.

### Torneo
Il numero minimo di partecipanti per generare un torneo è 6 giocatori.
Ci si divide in due tavoli e i due migliori della prima manche per ogni tavolo procederanno in finale.